# ウォータールー・パートナーシップ
ウォータールー・パートナーシップ（Waterloo Partnership）とは西アフリカは内戦で破壊されたシエラレオネにある町、ウォータールーを助けるために、イギリスはリヴァプール郊外のウォータールーで設立された慈善の団体。
ウォータールー・パートナーシップの創立委員メンバーはアン・マーシュ（Ms Ann Marsh）、デビッド・ムーアヘッド（Mr David Moorhead）、フレドリック・ジョン・ニー（Dr Frederick John Nye）、イヴォンヌ・デイリー（Ms Yvonne Daley）、テレサ・マクグローリン（Ms Teresa McGlaughlin）である。
目的はシエラレオネでの内戦で破壊されたウォータールーの復興及び、人道援助などである。ウォータールーは革命統一戦線（RUF）との戦闘で破壊された。イギリスのウォータルーとシエラレオネのウォータルーとは古い付き合いでコミュニティーを結成していて、イギリス側とシエラレオネ側のウォータールーにウォータールー・パートナーシップの委員メンバーがそれぞれいて、提携を結んでおり、イギリス側の委員メンバーが現地に訪れたりして、教育や援助などを行ったりしている。